# Huy chương Albert Einstein
Huy chương Albert Einstein (tiếng Anh: Albert Einstein Medal) là một giải thưởng được Hội Albert Einstein (Albert Einstein Society) ở Bern (Thụy Sĩ). Huy chương được trao lần đầu tiên vào năm 1979, từ đó hàng năm huy chương sẽ được trao cho những người có cống hiến xuất sắc có liên quan tới công trình của Albert Einstein.

## Các người đoạt huy chương
Nguồn: Einstein Society
- 2020: Kính thiên văn Chân trời sự kiện (EHT) hợp tác khoa học
- 2019: Clifford Martin Will
- 2018: Juan Martín Maldacena[2]
- 2017: LIGO Scientific Collaboration and the Virgo Collaboration
- 2016: Alexei Smirnov (nhà vật lý học)
- 2015: Stanley Deser và Charles W. Misner
- 2014: Tom Kibble
- 2013: Roy Kerr[3]
- 2012: Alain Aspect
- 2011: Adam Riess và Saul Perlmutter
- 2010: Hermann Nicolai
- 2009: Kip Thorne
- 2008: Beno Eckmann
- 2007: Reinhard Genzel
- 2006: Gabriele Veneziano
- 2005: Murray Gell-Mann
- 2004: Michel Mayor
- 2003: George Smoot
- 2001: Johannes Geiss, Hubert Reeves
- 2000: Gustav Andreas Tammann
- 1999: Friedrich Hirzebruch
- 1998: Claude Nicollier
- 1996: Thibault Damour
- 1995: Dương Chấn Ninh
- 1994: Irwin I. Shapiro
- 1993: Max Flückiger, Adolf Meichle
- 1992: Peter Bergmann
- 1991: Joseph Hooton Taylor, Jr.
- 1990: Roger Penrose
- 1989: Markus Fierz
- 1988: John Archibald Wheeler
- 1987: Jeanne Hersch
- 1986: Rudolf Mößbauer
- 1985: Edward Witten
- 1984: Victor Weisskopf
- 1983: Hermann Bondi
- 1982: Friedrich Traugott Wahlen
- 1979: Stephen Hawking